# Bactrocera moluccensis
Bactrocera moluccensis är en tvåvingeart som först beskrevs av Perkins 1939.  Bactrocera moluccensis ingår i släktet Bactrocera och familjen borrflugor. Inga underarter finns listade.